# Српска Кућа
Српска Кућа је насеље у Србији у општини Бујановац у Пчињском округу. Према попису из 2022. био је 201 становник.

## Демографија
У насељу Српска Кућа живи 209 пунолетних становника, а просечна старост становништва износи 38,3 година (39,7 код мушкараца и 37,0 код жена). У насељу има 66 домаћинстава, а просечан број чланова по домаћинству је 4,30.
Ово насеље је великим делом насељено Србима (према попису из 2002. године), а у последња три пописа, примећен је пораст у броју становника.
|  |

| Демографија | Демографија | Демографија |
| Година      | Становника  | Становника  |
| ----------- | ----------- | ----------- |
| 1948.       | 337         |             |
| 1953.       | 346         |             |
| 1961.       | 342         |             |
| 1971.       | 316         |             |
| 1981.       | 273         |             |
| 1991.       | 278         | 274         |
| 2002.       | 284         | 293         |
| 2022.       | 201         |             |

| Етнички састав према попису из 2002.‍ | Етнички састав према попису из 2002.‍ | Етнички састав према попису из 2002.‍ | Етнички састав према попису из 2002.‍ | Етнички састав према попису из 2002.‍ |
| ------------------------------------ | ------------------------------------ | ------------------------------------ | ------------------------------------ | ------------------------------------ |
|                                      |                                      |                                      |                                      |                                      |
| Срби                                 | Срби                                 |                                      | 283                                  | 99,64%                               |
| непознато                            | непознато                            |                                      | 1                                    | 0,35%                                |

| Година пописа     | 1948. | 1953. | 1961. | 1971. | 1981. | 1991. | 2002. |
| ----------------- | ----- | ----- | ----- | ----- | ----- | ----- | ----- |
| Број домаћинстава | 45    | 53    | 56    | 60    | 62    | 63    | 66    |

| Број чланова      | 1 | 2  | 3 | 4 | 5  | 6  | 7 | 8 | 9 | 10 и више | Просек |
| ----------------- | - | -- | - | - | -- | -- | - | - | - | --------- | ------ |
| Број домаћинстава | 6 | 10 | 8 | 9 | 14 | 11 | 4 | 3 | 0 | 1         | 4,30   |

| Пол    | Укупно | Неожењен/Неудата | Ожењен/Удата | Удовац/Удовица | Разведен/Разведена | Непознато |
| ------ | ------ | ---------------- | ------------ | -------------- | ------------------ | --------- |
| Мушки  | 102    | 19               | 72           | 9              | 2                  | 0         |
| Женски | 115    | 21               | 78           | 14             | 2                  | 0         |
| УКУПНО | 217    | 40               | 150          | 23             | 4                  | 0         |

| Пол    | Укупно                    | Пољопривреда, лов и шумарство | Рибарство                            | Вађење руде и камена | Прерађивачка индустрија       |
| ------ | ------------------------- | ----------------------------- | ------------------------------------ | -------------------- | ----------------------------- |
| Мушки  | 69                        | 25                            | 0                                    | 0                    | 19                            |
| Женски | 39                        | 13                            | 0                                    | 0                    | 15                            |
| УКУПНО | 108                       | 38                            | 0                                    | 0                    | 34                            |
| Пол    | Производња и снабдевање   | Грађевинарство                | Трговина                             | Хотели и ресторани   | Саобраћај, складиштење и везе |
| Мушки  | 0                         | 0                             | 0                                    | 1                    | 0                             |
| Женски | 0                         | 0                             | 2                                    | 2                    | 0                             |
| УКУПНО | 0                         | 0                             | 2                                    | 3                    | 0                             |
| Пол    | Финансијско посредовање   | Некретнине                    | Државна управа и одбрана             | Образовање           | Здравствени и социјални рад   |
| Мушки  | 1                         | 0                             | 2                                    | 3                    | 11                            |
| Женски | 1                         | 0                             | 1                                    | 2                    | 1                             |
| УКУПНО | 2                         | 0                             | 3                                    | 5                    | 12                            |
| Пол    | Остале услужне активности | Приватна домаћинства          | Екстериторијалне организације и тела | Непознато            | Непознато                     |
| Мушки  | 2                         | 0                             | 0                                    | 5                    | 5                             |
| Женски | 1                         | 0                             | 0                                    | 1                    | 1                             |
| УКУПНО | 3                         | 0                             | 0                                    | 6                    | 6                             |